# Чамлицька
Чамлицька — станиця в Лабінському районі Краснодарського краю. Центр Чамлицького сільського поселення.
Населення 3 674 мешканців (2002).
Станиця розташована на правому березі річки Чамлик за 13 км на північний схід від Лабінська.